# Дуанин, Икилилу
Икилилу Дуанин (фр. Ikililou Dhoinine; род. 14 августа 1962 года, Джоези, Коморы) — коморский политик, президент Комор с 26 мая 2011 года по 26 мая 2016 года.

## Биография
Икилилу Дуанин родился 14 августа 1962 года, Джоези, Коморы.
Дуанин — фармацевт по образованию. Во время правления президента Ахмеда Абдаллы Самби с 2006 по 2011 год занимал пост вице-президента Комор. С 26 по 31 марта 2008 года был временным президентом острова Анжуан, после вторжения на остров сил Африканского союза и свержения сепаратистского правительства президента Мохаммеда Бакара.
После того, как Конституционный суд страны отклонил предложение Самби о переносе выборов на более поздний срок, на президентских выборах в 2010 году в первом туре, выдвигающем трёх кандидатов на всеобщее голосование от острова Мохели (на Коморских островах баллотироваться в президенты могут только жители каждого из трёх островов по очереди, причём три кандидата, выдвигаемые на общенациональное голосование, определяются в ходе конкурентных выборов на острове-номинаторе), он получил 28,19 % голосов. Во втором, общенациональном туре встретился с Мухаммедом Саидом Фазулом и Абду Джабиром и, получив 61,12 % голосов, стал президентом. Один из членов правящей партии, Дуанин на выборах был поддержан действующим президентом Ахмедом Абдаллой Самби, который, будучи уроженцем Анжуана, не имел права баллотироваться на второй срок..
Через пять лет на президентских выборах президентом был избран от Гранд-Комора экс-президент Азали Ассумани, и 26 мая у Дуанина завершился срок пребывания на посту лидера страны.

## Личное
Дуанин женат и имеет двоих детей.